# Ofensiva Kozara
A Ofensiva Kozara (também conhecida como Operação Oeste-Bósnio) foi travada em 1942 na montanha de Kozara, no noroeste da Bósnia, e ao redor dela. Foi uma importante batalha do movimento de resistência partidária iugoslava na Segunda Guerra Mundial. Mais tarde, tornou-se parte integrante da mitologia iugoslava do pós-guerra, que celebrava a coragem e o martírio de guerrilheiros e civis em menor número e desarmados.  Certas fontes identificam erroneamente a Ofensiva Kozara como parte da Operação Trio.

## A Operação
Na primavera de 1942, os guerrilheiros iugoslavos no centro e oeste da Bósnia libertaram Bosanski Petrovac, Drvar, Glamoč e Prijedor. Em 20 de maio foi fundada a 1ª Brigada de Assalto Krajina, e no dia seguinte obteve tanques e uma modesta força aérea. O território livre se estendia do rio Sava ao sul, através das montanhas Kozara e Grmeč. Durante o inverno, os guerrilheiros infligiram pesadas baixas aos alemães. Uma grande perda para os Partidários foi a morte do seu competente e distinto comandante, Mladen Stojanović, conhecido como "Comandante Mladen".
As autoridades alemãs e ustaše perceberam que a cidade de Banja Luka e a mina de ferro de Ljubija estavam em perigo e organizaram uma ofensiva para destruir o movimento. Os alemães envolveram 15.000 soldados, o Estado Independente da Croácia cerca de 21.000 soldados,  e os húngaros participaram com 5 navios monitores. O grupo partidário tinha cerca de 3.000 soldados.

Monumento à Revolução em Kozara

Após uma intensa batalha na noite de 3 de julho, algumas unidades partidárias romperam o cerco, mas o grupo principal ficou novamente sitiado na noite seguinte e foi quase todo destruído. Em Široka Luka, cerca de 500 guerrilheiros feridos foram mortos. Estima-se que durante a batalha, os Partidários perderam cerca de 1.700 soldados, enquanto as forças do Eixo perderam cerca de 7.000. Durante e após a batalha, muitos milhares de civis sérvios de Kozara foram enviados para o campo de concentração da Ustaše de Jasenovac. Cerca de 900 soldados guerrilheiros sobreviveram e fundaram a Quinta Brigada Krajina. Ao mesmo tempo, o principal grupo partidário com Josip Broz Tito mudou-se da Bósnia Oriental para a Bósnia Ocidental. Após a retirada das forças ofensivas do Eixo, partes da área perdida foram recuperadas em setembro de 1942. Aproximadamente 25 mil sérvios foram mortos na operação, principalmente em campos de concentração.  Durante a operação militar alemã, um grande grupo de civis, em sua maioria, foi capturado, 10.000 deles foram trazidos de Kozara para o campo de concentração de Sajmište. 

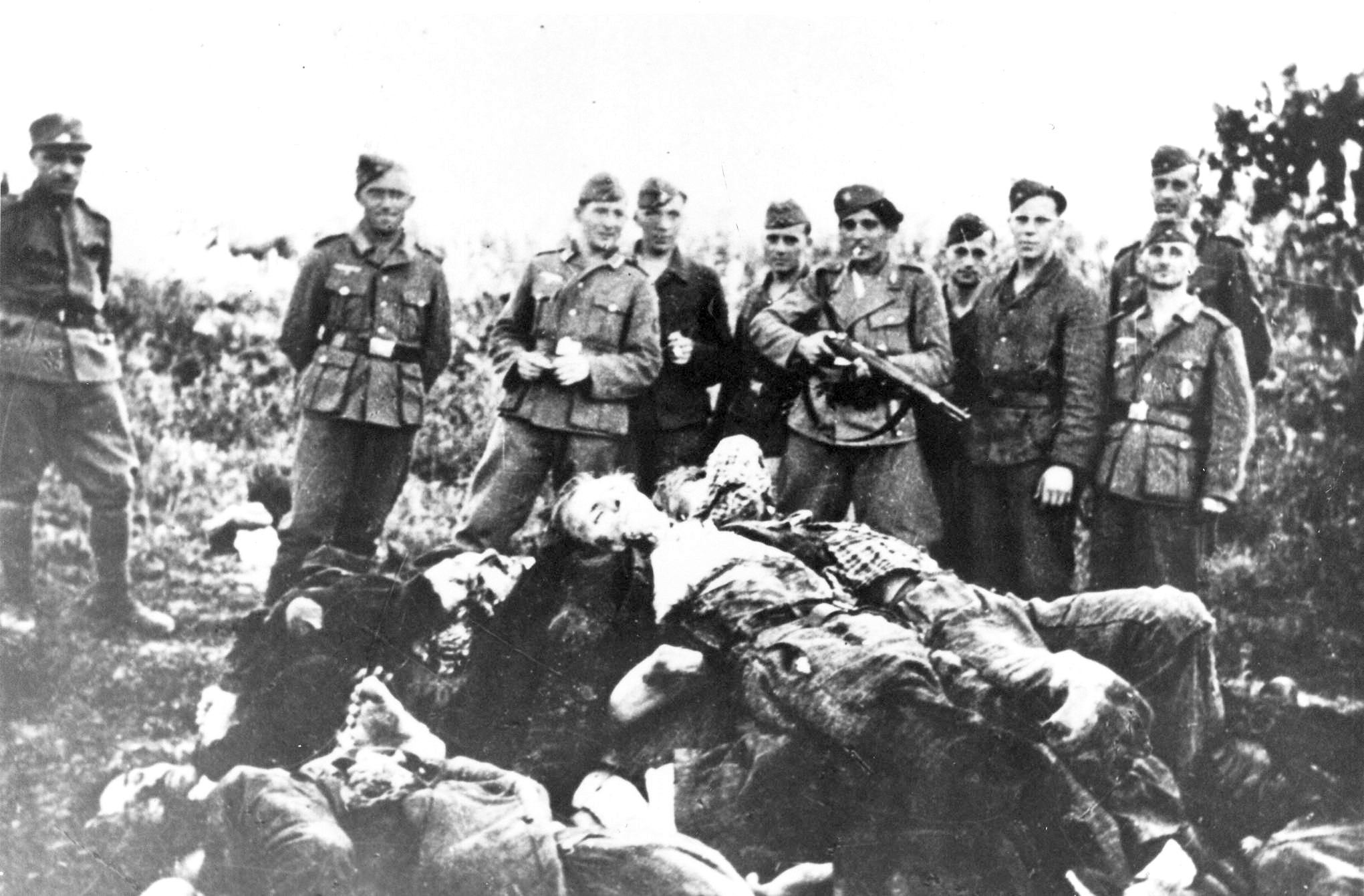
Crimes da Ustaše após a Ofensiva Kozara

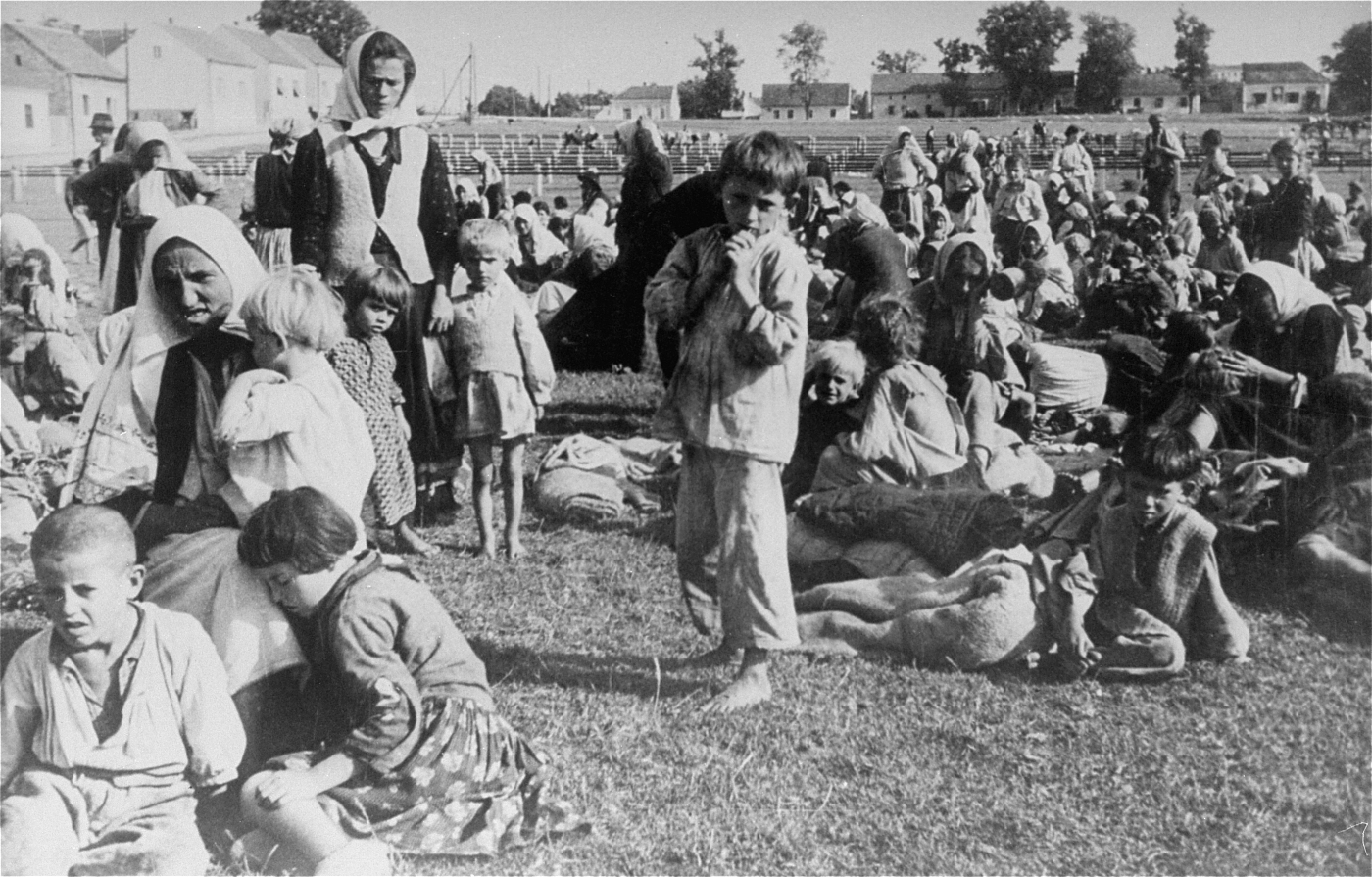
Mulheres e crianças sérvias capturadas